# Émile-Henri Laporte
Pour les articles homonymes, voir Laporte.
Émile-Henri Laporte (1841-1919) est un artiste peintre et illustrateur français.
Il est possiblement confondu avec le sculpteur français Émile Laporte (1858-1907).

## Biographie
Émile-Henri Laporte est né le 26 janvier 1841 à Paris. Il est le fils d'un horloger et d'une couturière, qui ont également une fille, Marie-Zélie (1847-1922). Il est élevé par ses grands-parents à Colmar puis à Troyes. Il revient sur Paris à l'âge de treize ans, fait un apprentissage comme graveur sur cuivre, qu'il abandonne. Il entre ensuite à l'école de dessin municipale de la rue des Petits-Carreaux.
Il devient ensuite élève libre aux Beaux-Arts de Paris dans les ateliers de Charles Gleyre et d'Isidore Pils. Il expose pour la première fois au Salon en 1864, présentant deux toiles, Bethsabée et un portrait de femme. Il réside au 125 rue de Vaugirard. Cette année-là, Pierre-Auguste Renoir, qui expose également au Salon, exécute son portrait ; les deux hommes semblent avoir été de proches amis dès la fin des années 1850, fréquentant entre autres le même atelier, celui de Gleyre. Renoir avait déjà représenté Laporte dans un portrait de groupe d'élèves. Les deux amis partagèrent même vers 1862 un appartement au 29 place Dauphine, situé dans la résidence de famille des Laporte. Renoir peint également le portrait de Marie-Zélie Laporte (1864, musée des beaux-arts de Limoges) qui épousera quelques semaines plus tard Gustave Peignot (1839-1899).
Laporte expose au Salon régulièrement, entre 1866 et 1870, des toiles d'inspiration pastorale, orientalistes et des paysages. Il réside à ce moment-là au 45 rue Joubert. 
En janvier 1871, il fait partie des artistes travaillant à l'exécution d'une commande privée, la suite Binant.
Il expose de nouveau au Salon de 1874 à 1879, y présentant en moyenne deux toiles : des portraits, des paysages, des panneaux décoratifs accompagnés de dessins. Admis au Salon des artistes français, il y expose en 1880 et 1881.
Il termine sa carrière, à partir de 1875, comme directeur de l'école municipale de dessin du 2e arrondissement de Paris, rue des Petits-Carreaux, puis comme directeur de l'école d'art Étienne-Marcel, rue aux Ours.
Il s'installe ensuite à Ville-d'Avray, ville dont il devient le maire.
Il nomme la Fondation Taylor dont il faisait partie, sa légataire universelle.
Il meurt à Ville-d'Avray le 7 février 1919.

## Œuvre conservé
- Christ en croix, huile sur toile, 1876, église paroissiale Saint-Étienne, Ormoy-la-Rivière[14]
- Remplois de panneaux décoratifs de la pagode indochinoise de l'exposition universelle de 1878 (Paris), Nouzonville[15].
- Lapidation de saint Étienne, huile sur toile, 1878, église paroissiale Saint-Étienne, Ormoy-la-Rivière[16].